# Emilio Gavira
Emilio Gavira (Fuengirola, Málaga, 14 de diciembre de 1964) es un actor español.

## Biografía
Emilio Gavira nació en Fuengirola (Málaga), aunque a los cinco años se estableció con su familia en Alcázar de San Juan (Ciudad Real), donde da nombre al teatro municipal desde 2021.

## Trayectoria
Su carrera comenzó mientras finalizaba sus estudios como barítono en la Escuela Superior de Canto de Madrid, alternando papeles como cantante de Ópera y Zarzuela con otros de actor de teatro, cine y televisión.
Como actor de cine ha participado en numerosas películas, como El milagro de P. Tinto, de Javier Fesser, donde hizo el papel de uno de los marcianos; también de Javier Fesser, en su película Camino, en La gran aventura de Mortadelo y Filemón, en el papel de Rompetechos; El puente de San Luis Rey, en el premiado corto El Gran Zambini, en el papel protagonista, o en el corto I Love Cine Rambla, que se pudo ver por Festivales nacionales e internacionales y donde es el único protagonista. En 2012, formó parte del elenco de la película Blancanieves que le valió para ser nominado como mejor actor revelación en los Premios Goya. Entre sus trabajos más recientes para cine figuran la aclamada y premiada película de los jóvenes realizadores Caye Casas y Albert Pintó Matar a Dios (2017), Campeonex (2023), y La Navidad en sus manos (2023).
En televisión ha participado en series como Agente 700, El fin de la comedia, Manos a la obra, ¡Ala... Dina! o Mira lo que has hecho, de Berto Romero. O recientemente, en Olmos y Robles de RTVE, Cuéntame cómo pasó, La que se avecina de Telecinco y para Movistar+, El cielo puede esperar.
En teatro ha representado papeles como actor y cantante en producciones como Carmen, ópera sangrienta (de Bizet y Merimée) (1998), de Gustavo Tambascio; Los misterios de la ópera (2000) con Carles Alfaro; Pelo de tormenta, de Francisco Nieva; Black el payaso, en el Teatro Español (2006); o, más recientemente en Divinas palabras, de Valle-Inclán, con la compañía del Centro Dramático Nacional y Enrique VIII y la cisma de Inglaterra, de Calderón de la Barca, con la Compañía Nacional de Teatro Clásico, Enigma Pessoa con David Luque estrenado en el Teatro de la Abadía, dirigido por Pablo Viar.
El 31 de mayo de 2024 recibió el reconocimiento de Hijo adoptivo de Castilla-La Mancha por el gobierno regional.

## Títulos y premios
Título de cantante de ópera (barítono), por la  Escuela Superior de Canto de Madrid.
Es miembro de La Academia de las Ciencias Cinematográficas y miembro de la Academia de las Artes Escénicas.
Premio Ágora del Festival de Almagro 2003.
Premio Ercilla de Teatro como mejor actor de reparto por "La Caída de los Dioses" dirigida por Tomas Pandur.
Premio San Pancracio del Festival de Cine de Cáceres.
Ha sido nominado al Goya como mejor actor revelación por su papel en la película Blancanieves.
Premio a la Mejor Interpretación de largometraje en la sexta edición del Festival Internacional de Cine de Gáldar (FIC Gáldar).
Ha sido premiado y reconocido en la ciudad donde se crio y donde mantiene su residencia (Alcázar de San Juan) con el honor de darle su nombre al teatro auditorio de la ciudad, Teatro-Auditorio Emilio Gavira.
XXI Premio Julián Besteiro de las Artes y las Letras.
Hijo Adoptivo de Castilla-La Mancha.